# Mallada maquilingi
Mallada maquilingi is een insect uit de familie van de gaasvliegen (Chrysopidae), die tot de orde netvleugeligen (Neuroptera) behoort. 
Mallada maquilingi is voor het eerst wetenschappelijk beschreven door Banks in 1937.